# ثيوتربينول
ثيوتربينول هو مركب كبريت عضوي صيغته C10H18S ويوجد على شكل سائل عديم اللون.

## الوفرة الطبيعية
يوجد هذا المركب طبيعياً في المكونات العطرية لليمون الهندي (الكريب فروت).

## الخواص
ثيوتربينول هو سائل في الشروط القياسية، وله رائحة مميزة يستطيع أنف الإنسان أن يميزها بسهولة. وجد أن له أقل عتبة كشف رائحة مسجلة لمركب طبيعي (بمقدار 4−10 جزء في البليون).
يحوي المركب في بنيته على مركز فراغي، لذلك يوجد منه متصاوغان فراغيان

التصاوغ الفراغي في ثيوتربينول؛ الشكل R على اليسار والشكل S على اليمين.

حيث توجد فروق طفيفية بينهما حتى في الرائحة.